# Sportzone Limburg
Sportzone Limburg is een multifunctioneel sportpark in Sittard, gemeente Sittard-Geleen, in de Nederlandse provincie Limburg. Het sportpark is gesitueerd rond het stadion van Fortuna Sittard en bestaat uit meerdere sportaccommodaties waar verschillende takken van sport, zowel op amateur- als op topniveau, worden uitgeoefend.

## Ligging
Sportzone Limburg  is gelegen aan de westelijke rand van Sittard, aan de kruising van de provinciale wegen N276 en N294. Aan de noordzijde wordt het terrein begrensd door het bedrijventerrein BedrijvenStad Fortuna en aan de zuidzijde door de spoorlijn Maastricht - Venlo. Het park ligt op ongeveer twee kilometer afstand van station Sittard.

## Geschiedenis
Sportzone Limburg is de opvolger van het voormalige Gemeentelijk Sportpark De Baandert, waar het gelijknamige stadion van Fortuna Sittard en de gemeentelijke atletiekbaan waren gehuisvest. Na de toenmalige promotie van Fortuna Sittard naar de Eredivisie in 1994-1995, werd door de nieuwe veiligheidseisen van de KNVB, UEFA en de FIFA vanaf 1998 een moderner en groter stadion noodzakelijk geacht, dat uiteindelijk op zondag 14 november 1999 werd geopend. Gekozen werd voor een nieuwe locatie aan de westelijke stadsrand, nabij de wijk Sanderbout In 2002 verhuisde ook de atletiekbaan naar deze locatie, dat tevens uitgerust werd met een atletiekhal.
In de opvolgende jaren bleven de ontwikkelingen van de Sportzone stil, tot in 2011 het bedrijf Fitland startte met de bouw van een groot sportcomplex op het terrein, waar onder andere een topsporthal, fitnessruimtes en onderwijsinstellingen in werden gevestigd. Dit complex opende zijn deuren in oktober 2013. Datzelfde jaar werd voor het eerst begonnen met de afwerking van het stadion; onder de tribunes werd door Fitland een sporthotel aangebouwd met op de begane grond commerciële ruimtes.

## Sportverenigingen
Naast regionale sportverenigingen zijn in Sportzone Limburg ook nationale (top)sportorganisaties actief. De volgende verenigingen en organisaties bevinden zich hier:
- Nationaal Trainingscentrum Polsstokhoogspringen
- Nationaal Trainingscentrum Triathlon
- Regionaal Trainingscentrum Atletiek
- Regionaal Trainingscentrum Handbal
- Regionaal Trainingscentrum Vrouwenvoetbal
- Regionaal Trainingscentrum Wielrennen
- Regionaal Trainingscentrum Zaalvoetbal
- Stichting Tophandbal Zuid-Limburg
- AV Unitas (atletiek)
- Fortuna Sittard (voetbal)
- HC Scoop (hockey)
- Limburg Lions (handbal)

## Sportaccommodaties
In Sportzone Limburg bevinden zich de volgende accommodaties:

### Atletiekhal en atletiekbaan
De atletiekhal en atletiekbaan van de Sportstichting Sittard-Geleen zijn de thuishaven van AV Unitas. Het complex omvat de volgende faciliteiten:
Indooraccommodatie:
- 6 banen 80 meter (20 meter uitloop)
- 1 verspringbak
- 1 polsstokhoogspringmat
- 1 kogelstootbak
- 1 hoogspringmat
- 1 krachthonk

Outdooraccommodatie:
- 1 400-meterbaan met acht lanen
- 1 hoogspringmat
- 1 polsstokhoogspringmat
- 2 discuskooien
- 2 kogelstootbakken
- 2 verspringbakken
- 1 steeplechase-waterbak

### Fletcher Wellness-Hotel Sittard
Fletcher Wellness-Hotel Sittard, voorheen Fitland XL Sittard (2013 - 2017) en City Resort Sittard (2017-2019), omvat:

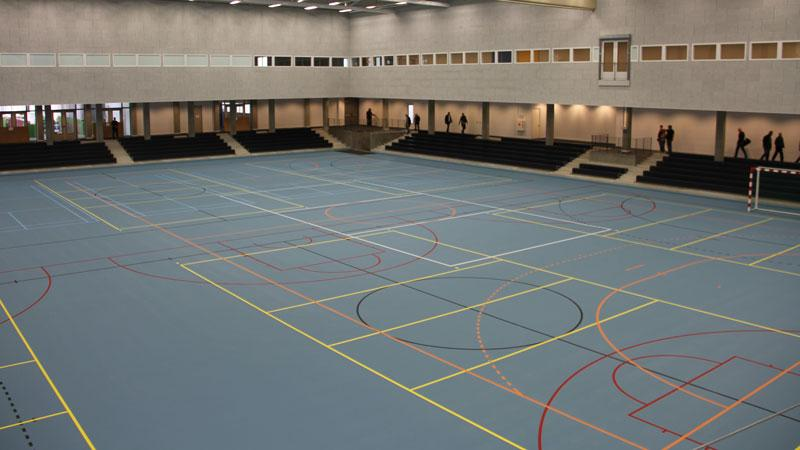
De topsporthal

- een topsporthal, waar handbalvereniging Limburg Lions haar thuiswedstrijden speelt.
- sportschool
- danszalen
- klimzaal met boulderplaats
- squashbanen
- bowlingbanen

Daarnaast bevinden zich in dit complex kuur- en saunafaciliteiten, conferentieruimtes en een restaurant. Tevens biedt Fitland XL onderdak aan een aantal (sportgerelateerde) opleidingen van DaCapo College, VISTA college (CIOS) en Zuyd Hogeschool.
De volgende interlands werden gespeeld in the sporthal:
| Datum            | Wedstrijd | Wedstrijd   | Uitslag | Competitie           | Sport       |
| ---------------- | --------- | ----------- | ------- | -------------------- | ----------- |
| 30 oktober 2013  | Nederland | Griekenland | 25 – 20 | WK-Kwalificatie 2015 | Handbal     |
| 5 januari 2014   | Nederland | België      | 27 – 21 | WK-Kwalificatie 2015 | Handbal     |
| 6 januari 2014   | Nederland | Hongarije   | 6 – 3   | Vriendschappelijk    | Zaalvoetbal |
| 7 januari 2014   | Nederland | Hongarije   | 4 – 1   | Vriendschappelijk    | Zaalvoetbal |
| 12 januari 2014  | Nederland | Israël      | 34 – 24 | WK-Kwalificatie 2015 | Handbal     |
| 9 februari 2015  | Nederland | Slowakije   | 3 – 3   | EK-Kwalificatie 2016 | Zaalvoetbal |
| 10 februari 2015 | Nederland | Slowakije   | 4 – 1   | EK-Kwalificatie 2016 | Zaalvoetbal |
| 10 juni 2015     | Nederland | Kroatië     | 24 – 27 | EK-Kwalificatie 2016 | Handbal     |
| 17 januari 2016  | Nederland | Zwitserland | 34 – 21 | WK-Kwalificatie 2017 | Handbal     |
| 15 juni 2016     | Nederland | Polen       | 25 – 24 | Play-off WK 2017     | Handbal     |
| 7 januari 2018   | Nederland | Turkije     | 26 – 19 | WK-Kwalificatie 2019 | Handbal     |
| 14 januari 2018  | Nederland | België      | 33 – 30 | WK-Kwalificatie 2019 | Handbal     |

### Fortunastadion
Het voetbalstadion, bekend onder de naam Fortuna Sittard Stadion, is de thuishaven van betaaldvoetbalclub Fortuna Sittard, die uitkomt in de Eredivisie. In het stadion bevinden zich tevens hotel-, kantoor- en commerciële ruimtes. Deze commerciële ruimtes zullen deel uitmaken van het nieuwe winkelgebied 'Sportplaza'.

### Hockeyvelden van HC Scoop
Op het terrein bevinden zich ook de hockeyvelden van HC Scoop. De accommodatie bestaat uit drie kunstgrasvelden.

### Sportlandgoed De Haamen
Onderdeel van Sportzone Limburg is ook Sportlandgoed De Haamen in de gemeente Beek. Hier wordt vanaf 2014 een sportlocatie ontwikkeld speciaal ingericht voor ouderen en mensen met een verstandelijke, lichamelijke of psychische beperking.

### Wielrennen: Tom Dumoulin Bike Park
Op 1 juni 2017 werd het Tom Dumoulin Bike Park geopend door naamgever en wielrenner Tom Dumoulin. Het bestaat uit meerdere rondjes en een kunstmatige heuvel.